# Xanthichthys mento
Xanthichthys mento е вид лъчеперка от семейство Balistidae.

## Разпространение
Видът е разпространен в Еквадор (Галапагоски острови), Колумбия, Коста Рика, Малки далечни острови на САЩ (Мидуей и Уейк), Мексико (Ревияхихедо), Питкерн, САЩ (Калифорния и Хавайски острови), Франция (Клипертон), Чили (Великденски остров) и Япония (Бонински острови и Рюкю).